# Waterval van de Chaudière
De Cascade la Chaudière is een waterval in Sougné-Remouchamps, gemeente Aywaille in de Belgische provincie Luik. De Ninglinspo, een zijriviertje van de Amblève, valt er een tiental meter naar beneden. De waterval ligt in een wandelgebied, en in het meertje aan de voet van de waterval ("bain de Diane") kan gezwommen worden. De naam 'Chaudière' betekent zoveel als waterketel.